# Roccasecca
Roccasecca – miejscowość i gmina we Włoszech, w regionie Lacjum, w prowincji Frosinone. Miejsce urodzenia św. Tomasza z Akwinu.
Według danych na rok 2004 gminę zamieszkiwały 7442 osoby, 173,1 os./km².